# Николай Ангелов
Николай Ангелов е български актьор. Известен е в театралните среди повече като Микей.

## Биография
Роден е на 19 декември 1939 г. в Русе. Син е на капитана от Дунавски флот Ангел Ангелов и моделиерът Иванка Ангелова.
Служи три години във флота. Завършва ВИТИЗ „Кръстьо Сарафов“ в класа на Моис Бениеш и е разпределен в Драматичен театър „Сава Огнянов“. Изиграл е стотици роли в театъра. Сред пиесите, в които пресъздава емблематични образи, са „Кръчмата под зеленото дърво“ от Петер Ковачик, „Крал Лир“ от Уилям Шекспир, „Януари“ от Йордан Радичков и още много други.
През 2008 г. Николай Ангелов – Микей е удостоен с награда „Русе“ за ярко присъствие в културния живот на града.
Женен е за балерината Дора Иванова и има един син Ивайло Брусовски, който също е актьор.
Отива си от този свят на 29 август 2008 г. в родния си град.

## Филмография
- „Маргарит и Маргарита“ (1989)
- „Мост“ (1987)
- „Господин за един ден“ (1983)
- „Масово чудо“ (1981) – Стою
- „Записки по българските въстания“ (1976-1980), 13 серии - Найден Попстоянов, даскал (в 4 серии: VII, VIII, IX, X)

и др.